# Гривеста чапла
Гривестата чапла (Ardeola ralloides) е птица от семейство Чаплови. Среща се и в България.

## Снимки
- Снимки на гривеста чапла